# EdyNAVI
『EdyNAVI』（エディナビ）は、ジャパンエリアコードTVが刊行している電子マネー「楽天Edy」の情報雑誌。フリーペーパー。2009年1月現在、首都圏で配布されている『EdyNAVI東京版』と、愛知・岐阜・三重・静岡の4県で配布されている『EdyNAVI中部版』、九州7県で配布されている『EdyNAVI九州版』が存在する。奇数月1日発行。

## 概要
電子マネー「楽天Edy」の利用可能店舗や利用方法、得する使い方などを掲載。
2005年3月、東海地区（主に名古屋）にて『EdyNAVI』創刊。当時開催した愛・地球博のサテライト会場「デ・ラ・ファンタジア」や、サークルKサンクス、ドコモショップ、Edy加盟店などで配布される。その後2007年6月号まで毎月刊行。
2007年3月、九州地区にて『EdyNAVI九州版』創刊。九州版は月刊ではなく、奇数月のみ刊行している。それに伴い、東海地区のEdyNAVIも『EdyNAVI中部版』と改まり、2007年7月より奇数月の刊行となる。

### 配布エリア
- EdyNAVI東京版・・・am/pm首都圏約900店舗はじめ関東のEdy加盟店など
- EdyNAVI中部版・・・名古屋市内の主要地下鉄出入口（発行日）、愛知・岐阜・三重・静岡のEdy加盟店など
- EdyNAVI九州版・・・福岡天神・博多地区（発行日）、九州地区の空港、九州地区のEdy加盟店など

また、EdyNAVIのWEBサイトからも送料のみで定期購読やバックナンバーの注文が可能。